# گالف‌پورت (میسیسیپی)
گالف‌پورت (به انگلیسی: Gulfport) شهری در ایالت میسیسیپی کشور ایالات متحده آمریکا است که جمعیت آن در سرشماری سال ۲۰۱۰ میلادی، ۶۷٬۷۹۳
نفر بوده‌است.